# هلموت یاهن
هلموت یاهن (به آلمانی: Helmut Jahn) معمار برجستهٔ آلمانی-آمریکایی است.

## آثار
- برج‌های ویر
- ساختمان سیتی‌اسپایر سنتر

## نگارخانه

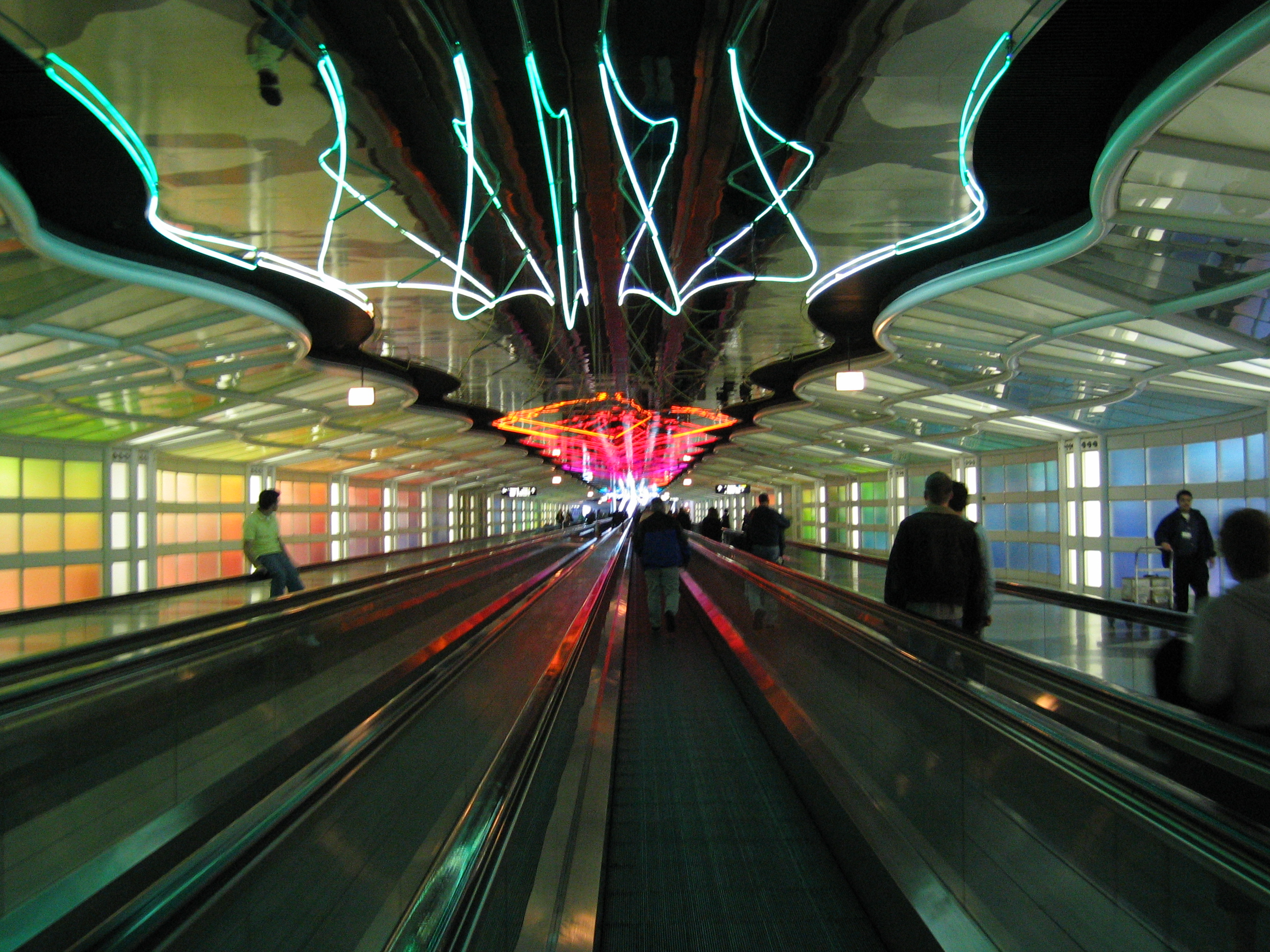
تونل واسطه ترمینال بی به سی فرودگاه اوهیر شیکاگو
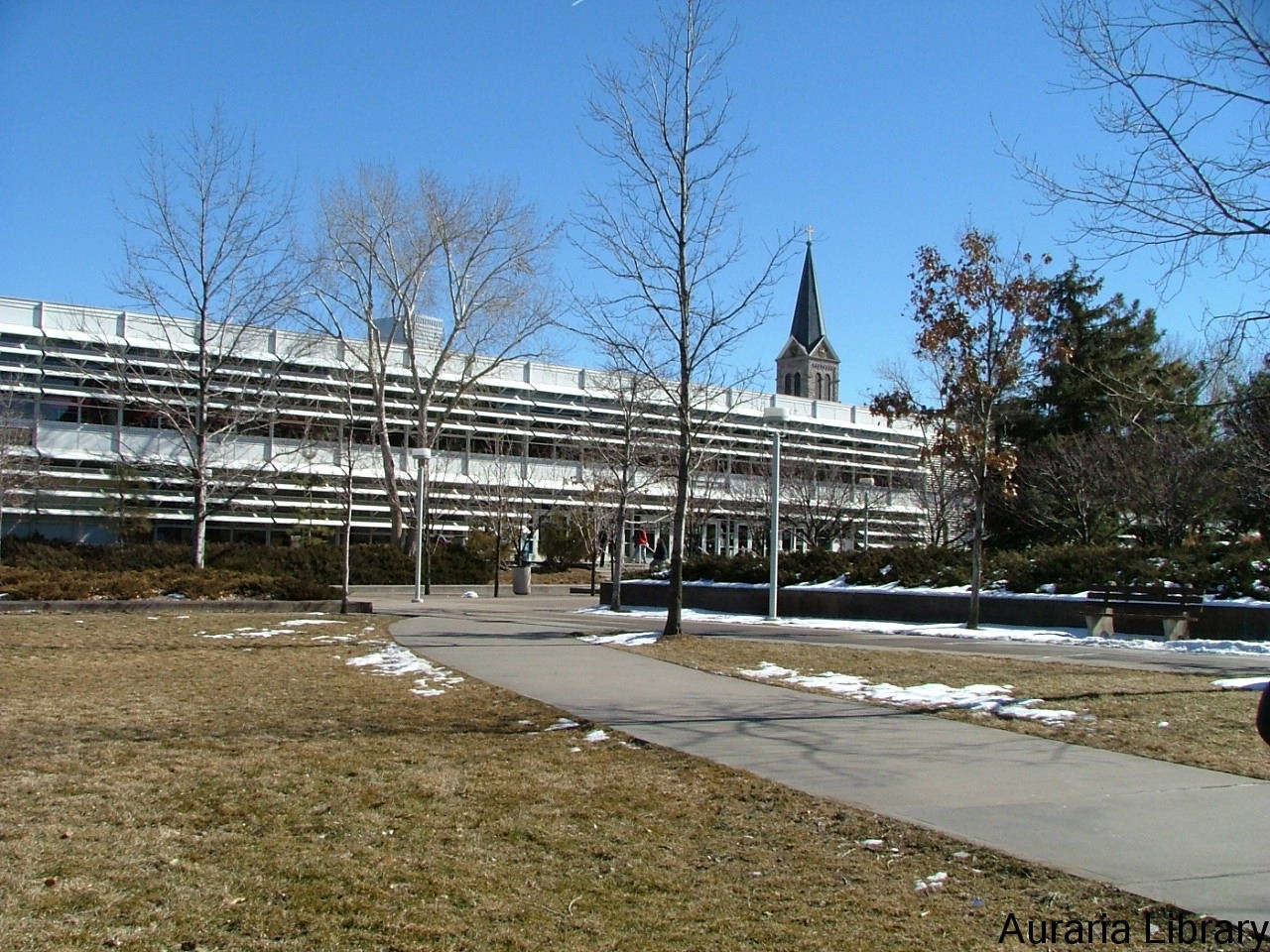
کتابخانه آئوراریا
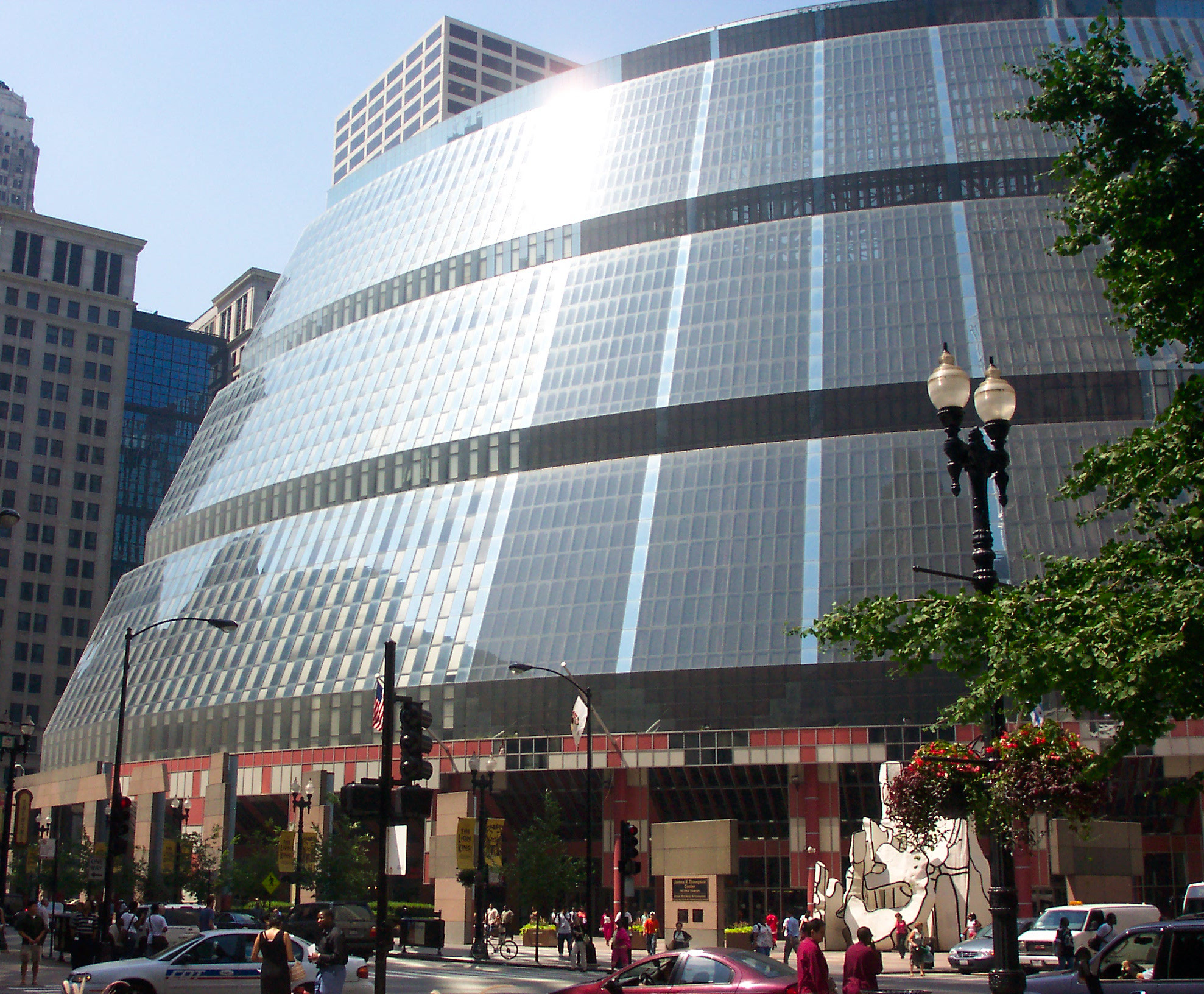
مرکز جیمز آر. تامپسون
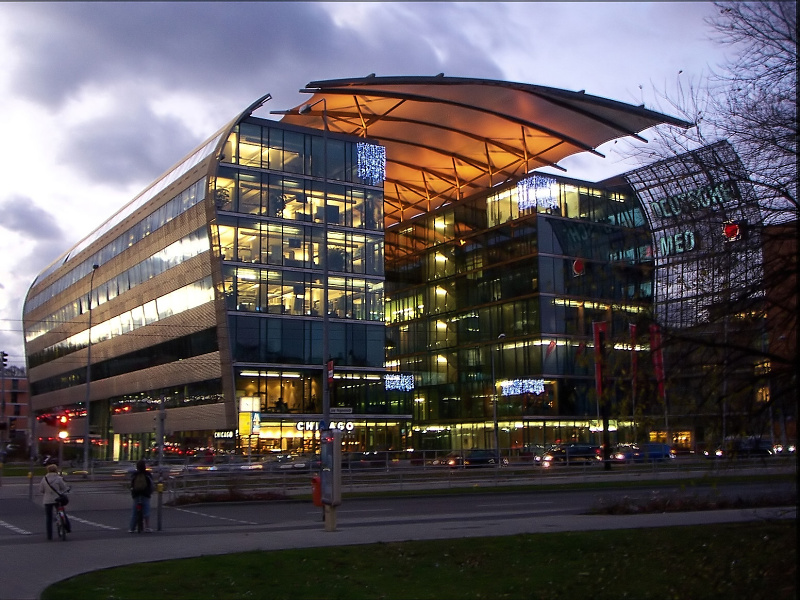
دویچ مد
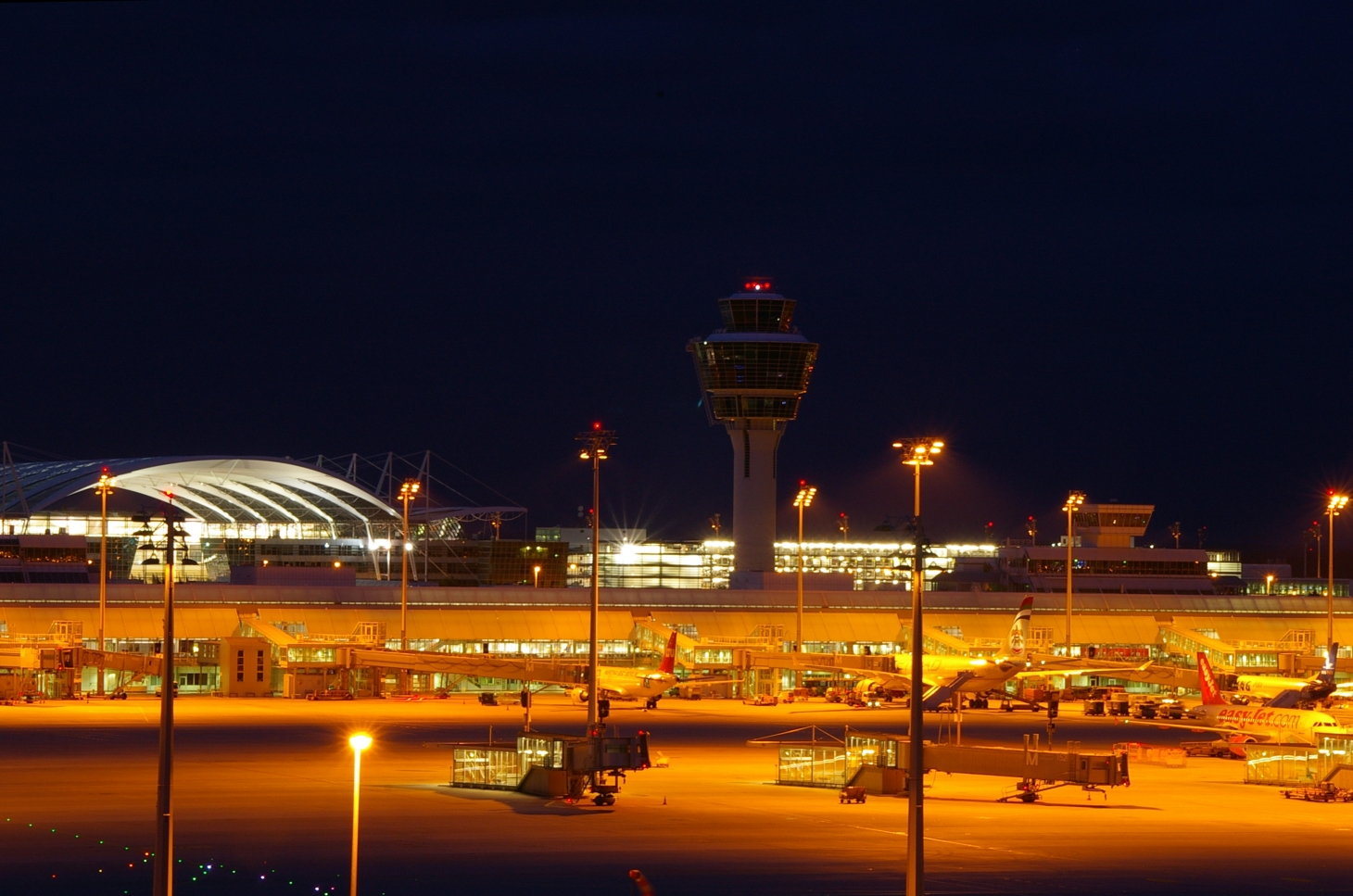
مونشن فلوگهافن در شب
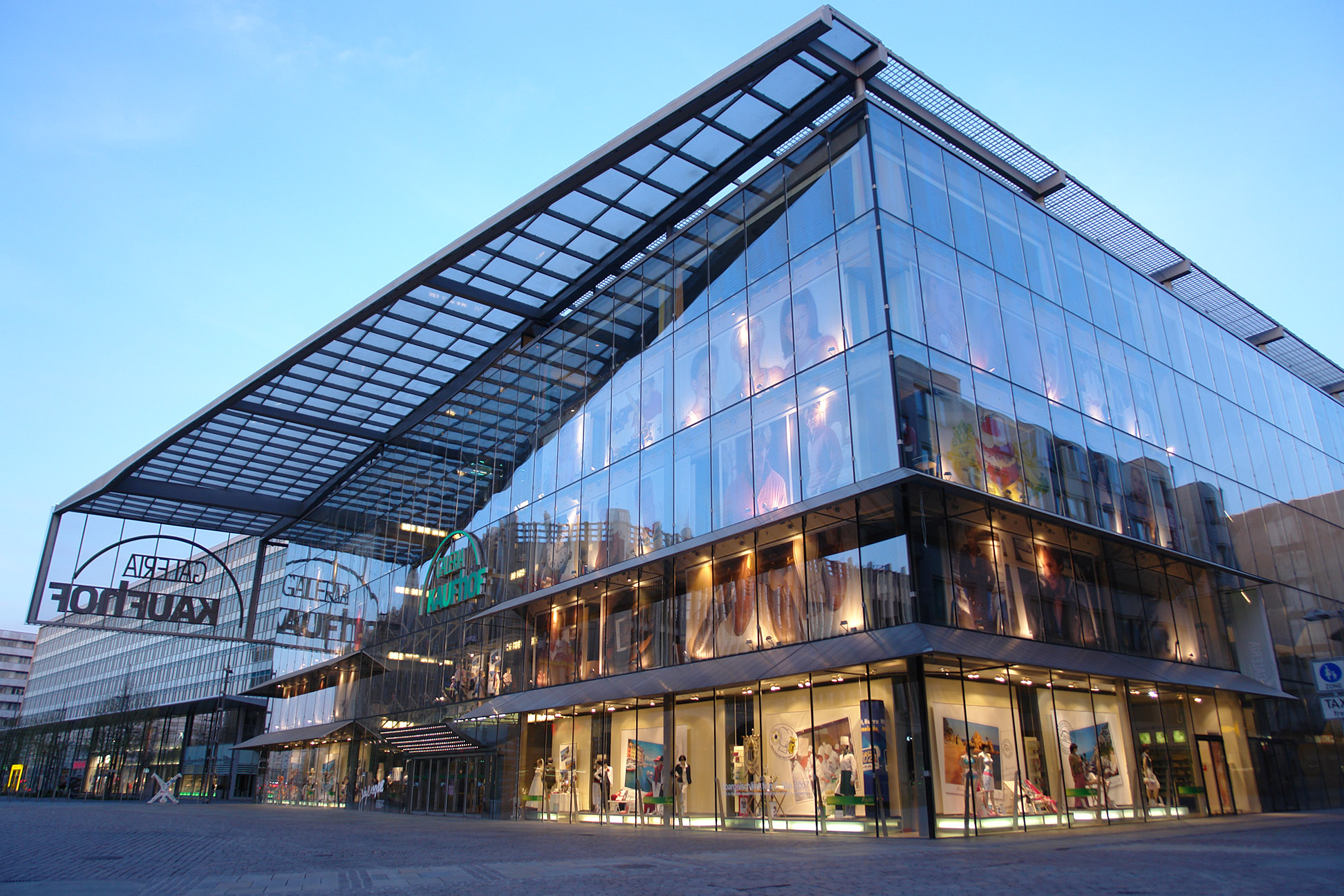
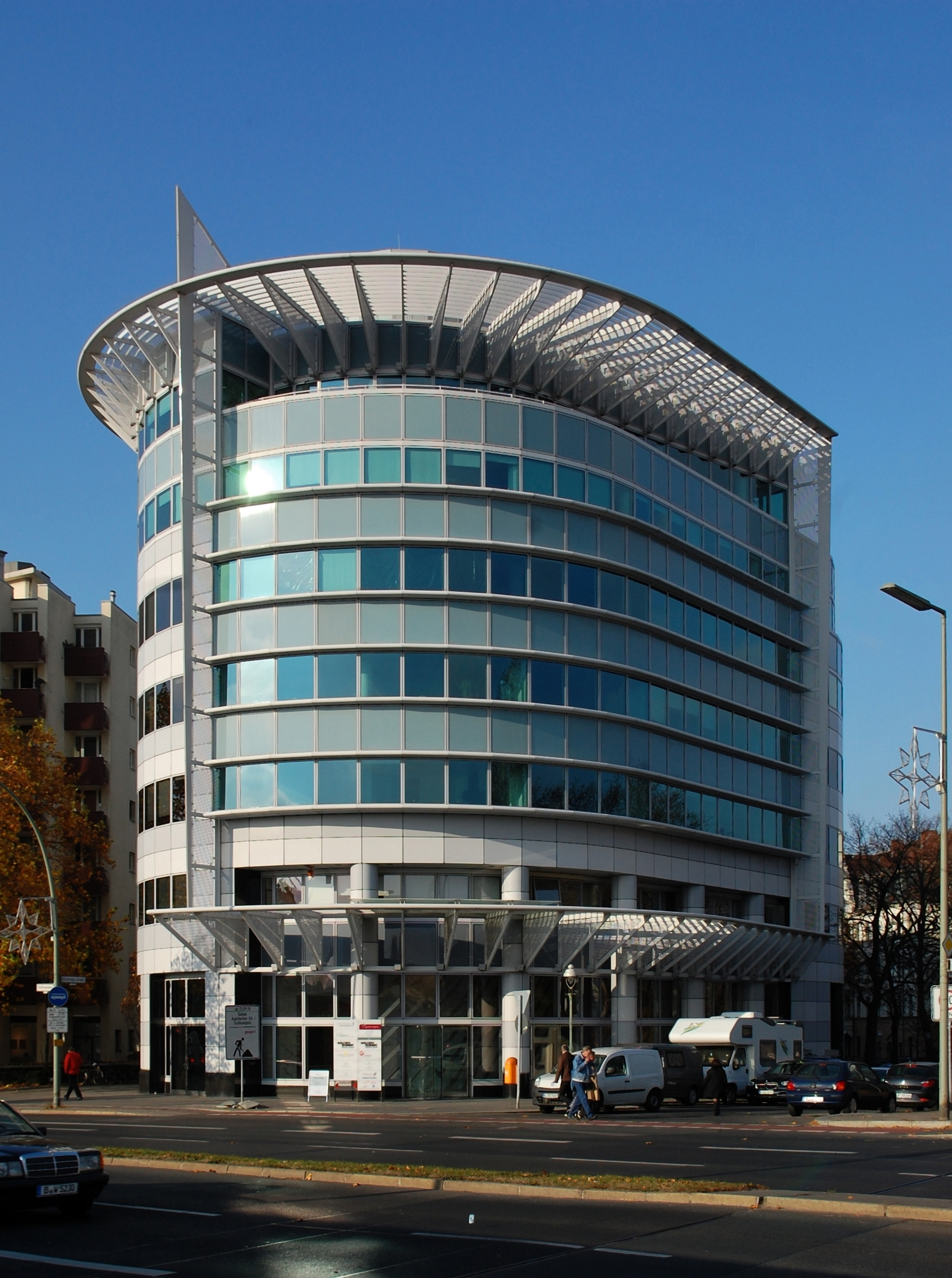
ساختمان اداری کورفورشتندام
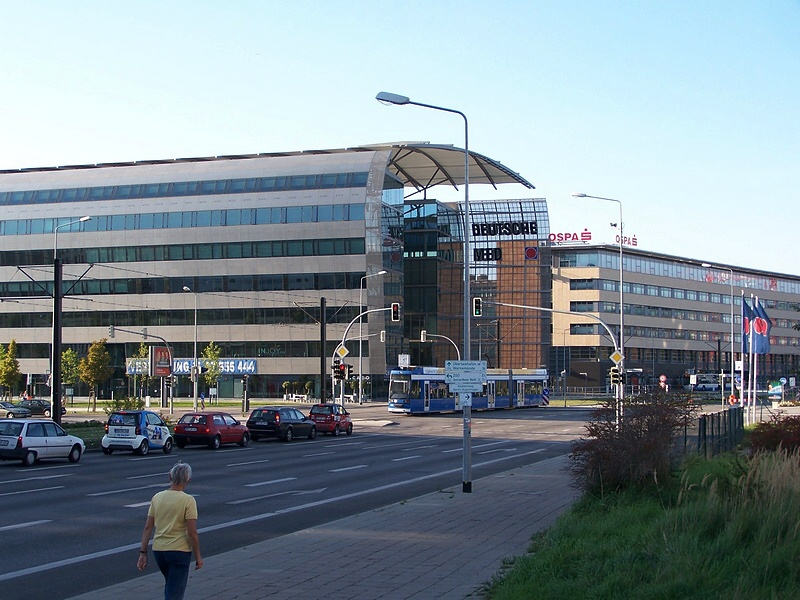
روستوک برلین-کپنهاگ